# Jaremtje
Jaremtje (ukrainska: Яремче uttal (fil)) är en stad och kurort i Ivano-Frankivsk oblast i västra Ukraina. Jaremtje, som för första gången nämns i ett dokument från år 1787, hade 7 543 invånare år 2004.